# Döhlau
Döhlau er en kommune i Landkreis Hof i den nordøstlige del af den bayerske regierungsbezirk Oberfranken i det sydlige Tyskland. Den ligger i landskabet Bayerske Vogtland omkring seks kilometer syd for byen Hof.

## Geografi
Kommunen Döhlau består af de tre landsbyer
- Döhlau
- Tauperlitz
- Kautendorf

samt bebyggelserne
| - Erlalohe - Lahmreuth - Neutauperlitz - Neudöhlau - Stumpfhof |